# Andreas Rosenlund
Andreas Rosenlund, född 13 april 1967 i Stockholm, är en svensk informationsdirektör på Kronans Droghandel samt tidigare journalist och medgrundare av tidskriften Expo. 

## Biografi
Andreas Rosenlund var inledningsvis politiskt engagerad i Vänsterpartiets ungdomsförbund Ung vänster, och medverkade bland annat som skribent i förbundets tidskrift Röd Press. Han blev efter det känd som medgrundare till och redaktör för tidskriften Expo 1995 tillsammans med bland annat författaren Stieg Larsson och Tobias Hübinette, där han var verksam 1995-1997.
Andreas Rosenlund övergick efter det till näringslivet. Han anställdes som pressekreterare för De Handikappades Riksförbund, blev pressekreterare och presschef för Apoteket AB, varefter informationsdirektör på Kronans Droghandel.